# Alberto Marcos Rey
Alberto Marcos Rey (Camarma de Esteruelas, 15 de febrer de 1974) conegut futbolísticament com a Marcos, és un exfutbolista madrileny.

## Palmarès
- Copa Iberoamericana (1994)